# Yankee Doodle Dandy
Yankee Doodle Dandy ist eine US-amerikanische Filmbiografie des Regisseurs Michael Curtiz aus dem Jahr 1942, das die Lebensgeschichte des Entertainers und Komponisten George M. Cohan verarbeitet. Der Film wurde mit drei Oscars ausgezeichnet, darunter für Hauptdarsteller James Cagney als Bester Hauptdarsteller. Vom American Film Institute wurde Yankee Doodle Dandy im Jahre 2007 unter die 100 größten amerikanischen Filme gewählt.
Der Titel ist einer Zeile des Liedes Yankee Doodle entlehnt und bedeutet so viel wie „eingebildeter Nordstaaten-Tölpel“. In Österreich war der Film unter dem Titel Zauber der Revue zu sehen.

## Handlung
Washington, D.C. am 8. Dezember 1941: Die Vereinigten Staaten haben Japan soeben den Krieg erklärt. Am selben Tag erhält der berühmte Broadway-Star George M. Cohan eine Einladung ins Weiße Haus. Dort wird er von Präsident Roosevelt empfangen und erzählt diesem seine gesamte Lebensgeschichte.
Cohan ist der Sohn eines irischen Einwandererpaares. Geboren wurde er am 4. Juli 1878, dem amerikanischen Unabhängigkeitstag. Seine Eltern benannten ihn nach George Washington. Der überzeugte Patriot sagt über sich selbst: „Ich glaube, das Erste, was ich in der Hand hatte, war eine amerikanische Flagge.“
Schon als Kind tritt George gemeinsam mit seiner Mutter Nellie, seinem Vater Jerry und seiner jüngeren Schwester Josie unter dem Namen „Die vier Cohans“ auf zahlreichen Vaudeville-Bühnen des Landes auf.
Anfang des 20. Jahrhunderts lernt der inzwischen erwachsene George nach einem Auftritt seine zukünftige Frau, die Tänzerin und Schauspielerin Mary kennen. Nach einer heftigen Auseinandersetzung Georges mit einem Theaterbesitzer verlieren die vier Cohans ihre Anstellung und stehen vor dem finanziellen Ruin.
George schreibt von nun an seine eigenen Songs und versucht erfolglos, diese an Produzenten zu verkaufen. Erst als er sich mit dem Autor Sam Harris zusammentut, gelingt es ihm, sein Musical Yankee Doodle Dandy auf die Bühne zu bringen. Das patriotische Stück über einen amerikanischen Jockey wird ein gefeierter Erfolg und macht George zu einem Star, der für die Leute zu einer Personifikation des amerikanischen Traums wird.
Mit Musicals wie George Washington Jr. und Voice of McConnell festigt er in den folgenden Jahren seinen Ruf als „der Mann, dem der Broadway gehört“. Als der Erste Weltkrieg ausbricht, meldet sich George freiwillig, wird jedoch abgelehnt, da er mit Ende 30 zu alt ist. Stattdessen singt er vor Soldaten und schreibt den Song Over There, der zur Siegeshymne der Vereinigten Staaten wird.
In den 1920er Jahren sterben erst seine Mutter und seine Schwester und schließlich auch sein geliebter Vater. George trennt sich nach 15 Jahren erfolgreicher Zusammenarbeit von seinem Partner Sam Harris und unternimmt mit seiner Frau Mary eine ausgedehnte Weltreise. Schließlich zieht er sich auf die Farm seiner Eltern zurück und setzt sich dort zur Ruhe.
Während die junge Generation den einstigen Star langsam vergisst, verspürt dieser zunehmend Sehnsucht nach der Bühne und dem Applaus des Publikums. Eines Tages erreicht ihn der Anruf seines Freundes Harris, der in finanziellen Schwierigkeiten steckt und ihn bittet, in einem Musical über Franklin D. Roosevelt die Hauptrolle zu übernehmen. George willigt, ohne zu zögern, ein.
Hier endet Cohans Erzählung. Der Präsident bedankt sich bei ihm für seine jahrelangen Verdienste um das Land und überreicht ihm die Congressional Gold Medal des Kongresses. George ist gerührt und verabschiedet sich von Roosevelt mit den Worten: „Sie müssen sich keine Sorgen um das Land machen. Wir werden das Ding schon schaukeln.“
Auf der Straße vor dem Weißen Haus marschieren währenddessen die Soldaten zu den Klängen des Songs Over There in den Zweiten Weltkrieg.

## Hintergrund
Das Drehbuch schrieben Robert Buckner und Edmund Joseph auf der Grundlage eines Gesprächs mit George M. Cohan. Auch die Zwillingsbrüder Julius und Philip Epstein waren am Skript beteiligt. Viele Details und Ereignisse aus Cohans Leben wurden für den Film verändert (sein wirklicher Geburtstag war am 3. Juli) oder weggelassen (seine erste Ehe, die aus vertraglichen Gründen nicht erwähnt werden durfte). Am Ende war Yankee Doodle Dandy so weit von der Realität entfernt, dass Cohan nach der Premiere sagte: “It was a good movie. Who was it about?” („Es war ein guter Film. Von wem handelte er doch gleich?“)
Fred Astaire war die erste Wahl des Studios für die Hauptrolle. Nachdem er abgelehnt hatte, entschied man sich für James Cagney, der in seiner Jugend selbst am Broadway getanzt hatte. Cagney, dessen Besetzung von George Cohan persönlich unterstützt wurde, hatte bis zu diesem Zeitpunkt vor allem Gangsterrollen gespielt. Da er Anfang der 1940er Jahre unter Verdacht stand, ein Kommunist zu sein, kam ihm die Teilnahme an einem derart patriotischen Film wie Yankee Doodle Dandy gerade recht, um seine Linientreue unter Beweis zu stellen.
Die Dreharbeiten begannen am 8. Dezember 1941, einen Tag nach dem japanischen Angriff auf Pearl Harbor. Das Drehbuch wurde daraufhin umgeschrieben und die aktuellen Ereignisse in die Handlung miteinbezogen. Das Budget des Films betrug etwa 1,5 Millionen Dollar.
Yankee Doodle Dandy feierte seine Premiere am Memorial Day, dem 29. Mai 1942 in New York und kam eine Woche später landesweit in die Kinos. George M. Cohan starb nur wenige Monate später. Erst am 27. August 1996 wurde er erstmals in Deutschland in der ARD gezeigt. In den Vereinigten Staaten spielte der Film rund 4,7 Millionen Dollar ein und war damit eine der erfolgreichsten Produktionen des Jahres. Bei den Academy Awards 1943 wurde er mit drei Oscars ausgezeichnet. Als James Cagney den Preis als Bester Hauptdarsteller entgegennahm, bedankte er sich mit den Worten: “My mother thanks you, my father thanks you, my sister thanks you, and I thank you.” („Meine Mutter dankt Euch, mein Vater dankt Euch, meine Schwester dankt Euch, und ich danke Euch.“), so wie es Cohan stets getan hatte.
1985 ließ der Medienunternehmer Ted Turner eine kolorisierte Version des Films anfertigen, die am 4. Juli uraufgeführt wurde.

## Sonstiges
- Für die Eddie-Foy-Biografie Komödiantenkinder von 1955 (mit Bob Hope als Eddie Foy) übernahm James Cagney die Rolle des George Cohan ein zweites Mal. Eddie Foy wird in Yankee Doodle Dandy von seinem Sohn Eddie Foy Jr. dargestellt.
- In Billy Wilders Komödie Eins, Zwei, Drei, in der James Cagney die Hauptrolle spielt, ist eine Kuckucksuhr zu hören, die zu jeder vollen Stunde den Song Yankee Doodle spielt.
- Yankee Doodle Dandy war der erste Film, in dem ein lebender amerikanischer Präsident (Franklin D. Roosevelt) gezeigt wurde.
- Der Film enthält die berühmte Variety-Schlagzeile “Sticks nix hick pix” aus dem Jahr 1935.
- George Cohans Schwester Josie wird von James Cagneys Schwester Jeanne gespielt, die zugleich seine Managerin war. Cagneys Bruder William fungierte als Co-Produzent des Films.

## Kritiken und Kommentare
- Lexikon des internationalen Films: „Am Vorabend des Zweiten Weltkrieges (Amerikas Kriegseintritt 1942) spiegelt die Filmbiografie amerikanisches Selbst- und Sendungsbewusstsein in Form eines beschwingten Musicals; James Cagney, der einmal nicht als ‚tough guy‘ eingesetzt wurde, erhielt für die Verkörperung der Hauptrolle einen Oscar.“[1]
- Time: “Yankee Doodle Dandy is possibly the most genial screen biography ever made. Few films have bestowed such loving care on any hero as this one does on beaming, buoyant, wry-mouthed George M. Cohan. The result is a nostalgic, accurate re-creation of a historic era of U.S. show business.” („Yankee Doodle Dandy ist die vielleicht beste Filmbiographie aller Zeiten. Nur wenige Filme haben einen derart liebenswürdigen Helden wie diesen glänzenden, schwungvollen und sarkastischen George M. Cohan hervorgebracht. Das Ergebnis ist eine nostalgische wie sorgfältige Wiedergabe einer historischen Ära des US-Showbusiness.“)
- James Cagney: “I don’t watch any of my movies except that one, Yankee Doodle Dandy. That was the best. It had everything. I’m still proud to be waving my flag.” („Ich schaue mir meine eigenen Filme grundsätzlich nicht an, mit einer Ausnahme, Yankee Doodle Dandy. Das war der beste. Er hatte alles. Ich bin stolz darauf, meine Flagge gehisst zu haben.“)

## Auszeichnungen
Oscars 1943
- Oscar in der Kategorie Bester Hauptdarsteller für James Cagney
- Oscar in der Kategorie Beste Filmmusik für Ray Heindorf und Heinz Roemheld
- Oscar in der Kategorie Bester Ton für Nathan Levinson
- Nominierung in der Kategorie Bester Film für Jack L. Warner, Hal B. Wallis, William Cagney
- Nominierung in der Kategorie Beste Regie für Michael Curtiz
- Nominierung in der Kategorie Bestes Originaldrehbuch für Robert Buckner
- Nominierung in der Kategorie Bester Nebendarsteller für Walter Huston
- Nominierung in der Kategorie Bester Schnitt für George Amy

Aufgrund des Kriegszustandes, in dem sich die Vereinigten Staaten 1943 befand, waren die Oscar-Statuen aus Gips angefertigt und nicht, wie sonst aus Nickel, Kupfer, Silber und Gold.
New York Film Critics Circle Awards 1943
- Auszeichnung in der Kategorie Bester Schauspieler für James Cagney

American Film Institute
- 1998: Platz 100 der 100 besten amerikanischen Filme (2007: Platz 98)
- 2004: Platz 71 der 100 besten Filmsongs (The Yankee Doodle Boy)
- 2005: Platz 97 der 100 besten Filmzitate (“My mother thanks you. My father thanks you. My sister thanks you. And I thank you.”)
- 2006: Platz 88 der 100 inspirierendsten Filme
- 2006: Platz 18 der 25 besten Musicalfilme

National Film Registry
- 1993: Aufnahme in das National Film Registry

## Musik
Alle Songs von George M. Cohan, soweit nicht anders angegeben.
- The Dancing Master von Jerry Cohan (Musik und Text)
- I Was Born in Virginia
- The Warmest Baby in the Bunch
- Harrigan
- Yankee Doodle Dandy
- All Aboard for Old Broadway
- Give My Regards to Broadway
- Barber’s Ball
- Mary
- Forty-Five Minutes from Broadway
- So Long, Mary
- You’re a Grand Old Flag
- Over There
- Nelly Kelly, I Love You
- Off the Record von Richard Rodgers (Musik) und Lorenz Hart (Text)

## Soundtrack
- George M. Cohan, Jack Scholl, Jerry Cohan, Ray Heindorf, Richard Rodgers, Lorenz Hart, Max Steiner et al.: Yankee Doodle Dandy. Original Warner Bros. Motion Picture Soundtrack. Rhino/TCM, Los Angeles 2002, Tonträger-Nr. R2 78210 (ISBN 0-7379-0251-5) – digital restaurierte Originalaufnahme der Filmmusik durch das Warner Bros. Orchestra unter der Leitung von Ray Heindorf